# Semiothisa fumipennis
Semiothisa fumipennis là một loài bướm đêm trong họ Geometridae.